# دیاز (آرکانزاس)
دیاز (آرکانزاس) (به انگلیسی: Diaz, Arkansas) یک شهر در ایالات متحده آمریکا با جمعیت ۱٬۳۱۸ نفر است که در آرکانزاس واقع شده‌است.

## موقعیت جغرافیایی
موقعیت جغرافیایی شهرها و مناطق اطراف به شرح زیر است: